# مسجد حسینی
مسجد حسینی قاین مربوط به دوره قاجار است و در قائن، مرکز بافت قدیم شهر واقع شده و این اثر در تاریخ ۱۹ اسفند ۱۳۸۰ با شمارهٔ ثبت ۴۸۰۶ به‌عنوان یکی از آثار ملی ایران به ثبت رسیده است.